# Zagrammosoma americanum
Zagrammosoma americanum är en stekelart som beskrevs av Girault 1916. Zagrammosoma americanum ingår i släktet Zagrammosoma och familjen finglanssteklar. Inga underarter finns listade i Catalogue of Life.